# St-Sépulcre (Lambersart)

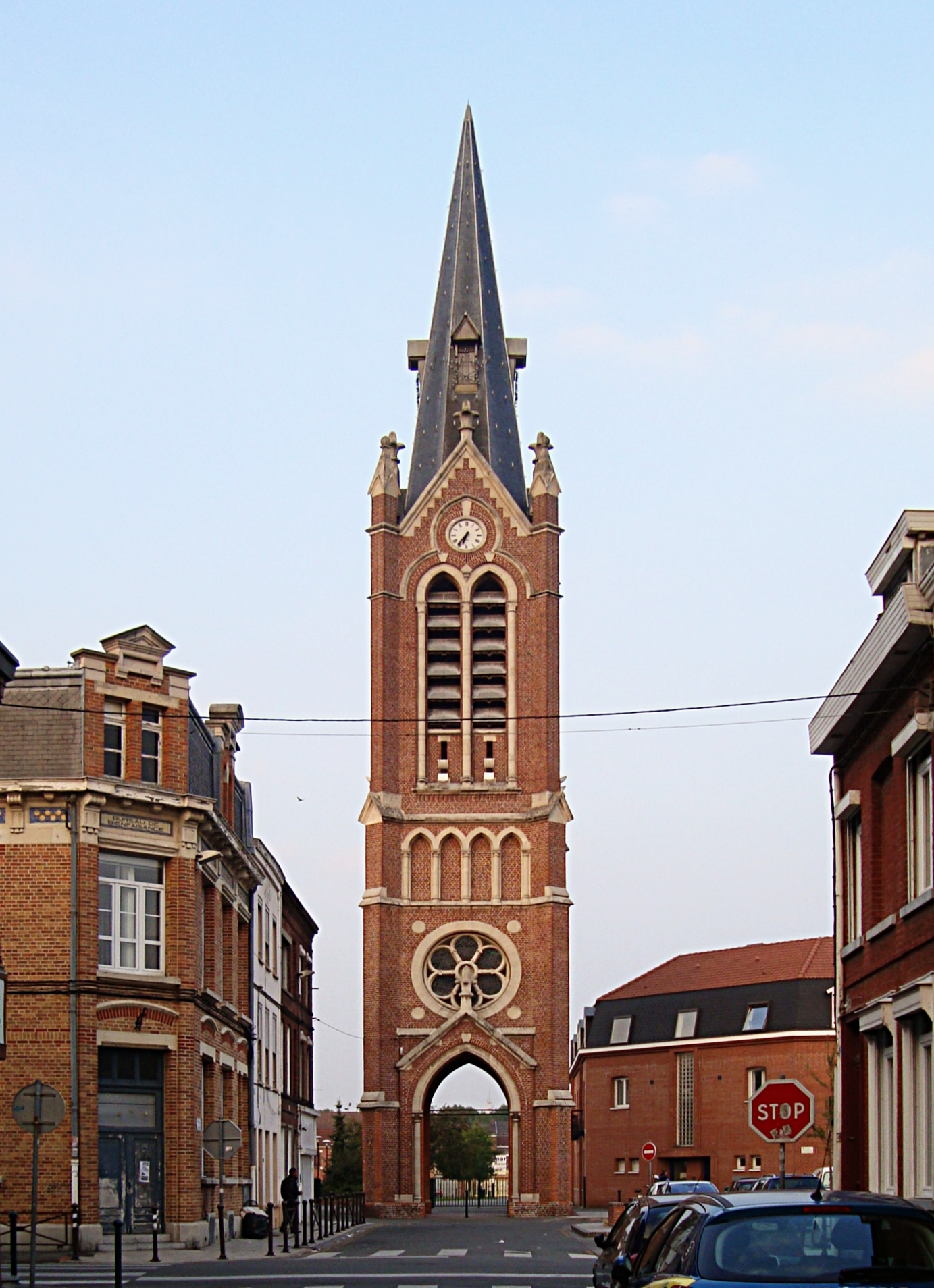
Der erhaltene Turm von St-Sépulcre

Die Kirche St. Sépulcre (deutsch: Heiliges Grab) ist eine römisch-katholische Pfarrkirche in Lambersart bei Lille in Frankreich. Sie gehörte seit 1866 zum Erzbistum Cambrai und gehört seit 1913 zum Bistum Lille. Sie bildet mit 4 anderen Kirchen die Paroisse Sainte-Trinité Lambersart (Pfarrei Heilige Dreifaltigkeit).

## Geschichte
Die wachsende Besiedelung des Lambersarter Arbeiterviertels Canteleu (Name in der heutigen Metro-Station erhalten) machte ab den 1860er Jahren den Bau einer Kirche notwendig, den der Pfarrer von St. Calixte, Philippe Desplanques, mit eigenen Mitteln finanzierte. Der ursprünglich einschiffige Bau ohne Turm wurde 1866 fertiggestellt und 1872 durch Bischof Victor Delannoy (1824–1905) von Saint-Denis-de-La Réunion, der aus der Liller Gegend stammte, der Grabeskirche (frz. sépulcre) geweiht. 1889 wurde die Kirche im neugotischen Stil auf drei Schiffe erweitert und maß nun 40 × 20 m. 1899–1900 wurde noch ein Glockenturm von 52 m Höhe errichtet. 1966 kam es zu einer Innenrenovierung. 1990 wurde die Kirche wegen Baufälligkeit geschlossen und bis 1993 abgerissen. Der Kirchturm blieb erhalten. An die Stelle des alten Kirchengebäudes trat ein modernes Pfarrzentrum mit Kapelle.

## Pfarrer seit 1870
- 1870–1873: Jean-Baptiste Carlier (1839–1929)
- 1873–1907: Jules Capelle (1838–1907)
- 1907–1918: Émile Arnould (1861–1918)
- 1918–1919: Jean-Baptiste Hespel (1875–1939)
- 1919–1945: Joseph Loones (1863–1960)
- 1945–1949: Louis Prévost (1896–1969)
- 1950–1982: Maurice Verheyde (1902– ?)
- 1982–????: Jean Vandrisse (1927–2011)